# Ladislav Kaluža
Ladislav Kaluža, slovenski sindikalist in politik, * 24. junij 1948.
Med letoma 2002 in 2007 je bil član Državnega sveta Republike Slovenije.